# Lijst van Emacs-implementaties
Dit artikel beschrijft enkele Emacs-implementaties voor verschillende besturingssystemen.

## De originele Emacs
- Emacs
  - Datum: eind 1976
  - Vereisten: Assembler MIDAS voor PDP-10/DEC-20
  - Implementatie op laag niveau: TECO
  - Extensie: TECO
  - Platform: ITS op een DEC PDP-10 of TOPS-20 op een DECSYSTEM-20
  - Auteur: Richard Stallman, MIT[1]
  - Broncode beschikbaar[2].

## Emacs - GNU
- GNU Emacs
  - Implementatie van laag niveau in C met de interpreter LISP
  - Extensie: Emacs Lisp

## Andere implementaties

### Context
GNU Emacs was oorspronkelijk bestemd voor machines met een adresruimte van 32 bits en met een megabyte werkgeheugen (toen nog high-endcomputers). Dit liet ruimte voor kleinere versies:
- MicroEMACS, een zeer draagbare versie, oorspronkelijk geschreven door Dave Conroy en vervolgens ontwikkeld door Daniel Lawrence. Er bestaan veel varianten van deze teksteditor. Bovendien wordt de tekstbewerker gebruikt door Linus Torvalds.
- MG, voorheen MicroGNUEmacs en ontstaan als aftakking van MicroEMACS. Staat standaard geïnstalleerd op OpenBSD.
- JOVE (Jonathan's Own Version of Emacs), een versie van Emacs die niet programmeerbaar is voor UNIX-systemen en afgeleidden, geschreven door Jonathan Payne.
- Freemacs, een versie voor FreeDOS met een uitbreidingstaal gebaseerd op een stack. Werkt reeds met 64 kilobyte werkgeheugen.